# إيريكا هيل
إيريكا هيل (بالإنجليزية: Erica Hill)‏ هي مقدمة أخبار أمريكية تعمل في شبكة سي بي إس نيوز. كانت تعمل سابقا مراسلة لقناة سي إن إن الإخبارية.

## الحياة الشخصية
ولدت إيريكا هيل في كلينتون بولاية كونيكتيكت تخرجت بامتياز مع مرتبة الشرف مع بكالوريوس في الصحافة من جامعة بوسطن في 1998 وتجيد أيضا اللغة الفرنسية وصنفت مجلة بيبول عام 2006 إيريكا هيل في المرتبة 35 كأكثر النساء تأثير في الولايات المتحدة الأمريكية.

## روابط خارجية
- إيريكا هيل على موقع IMDb (الإنجليزية)
- إيريكا هيل على موقع قاعدة بيانات الفيلم (الإنجليزية)